# Unidad del Cuerpo Nacional de Policía Adscrita a la Comunidad Autónoma de Aragón

Mapa con las distintas policías de España.
- Grisáceo: CC.AA. sin U.A. (Unidades Adscritas) o sin policía independiente del CNP.
- Naranja claro: * CC.AA. en proceso de obtención de una U.A. del CNP.
- Naranja medio: CC.AA. con U.A. del CNP.
- Naranja oscuro: CC.AA. con una policía independiente al CNP.

La Unidad del Cuerpo Nacional de Policía adscrita a la Comunidad Autónoma de Aragón es una unidad de Policía que pertenece orgánicamente al Cuerpo Nacional de Policía de España y que está asignada a la Comunidad Autónoma de Aragón. No es por lo tanto una Policía autonómica tal como son los casos de los Mozos de Escuadra, la Ertzaintza, la Policía Foral de Navarra o la Policía Canaria. Entró en funcionamiento en mayo de 2005.

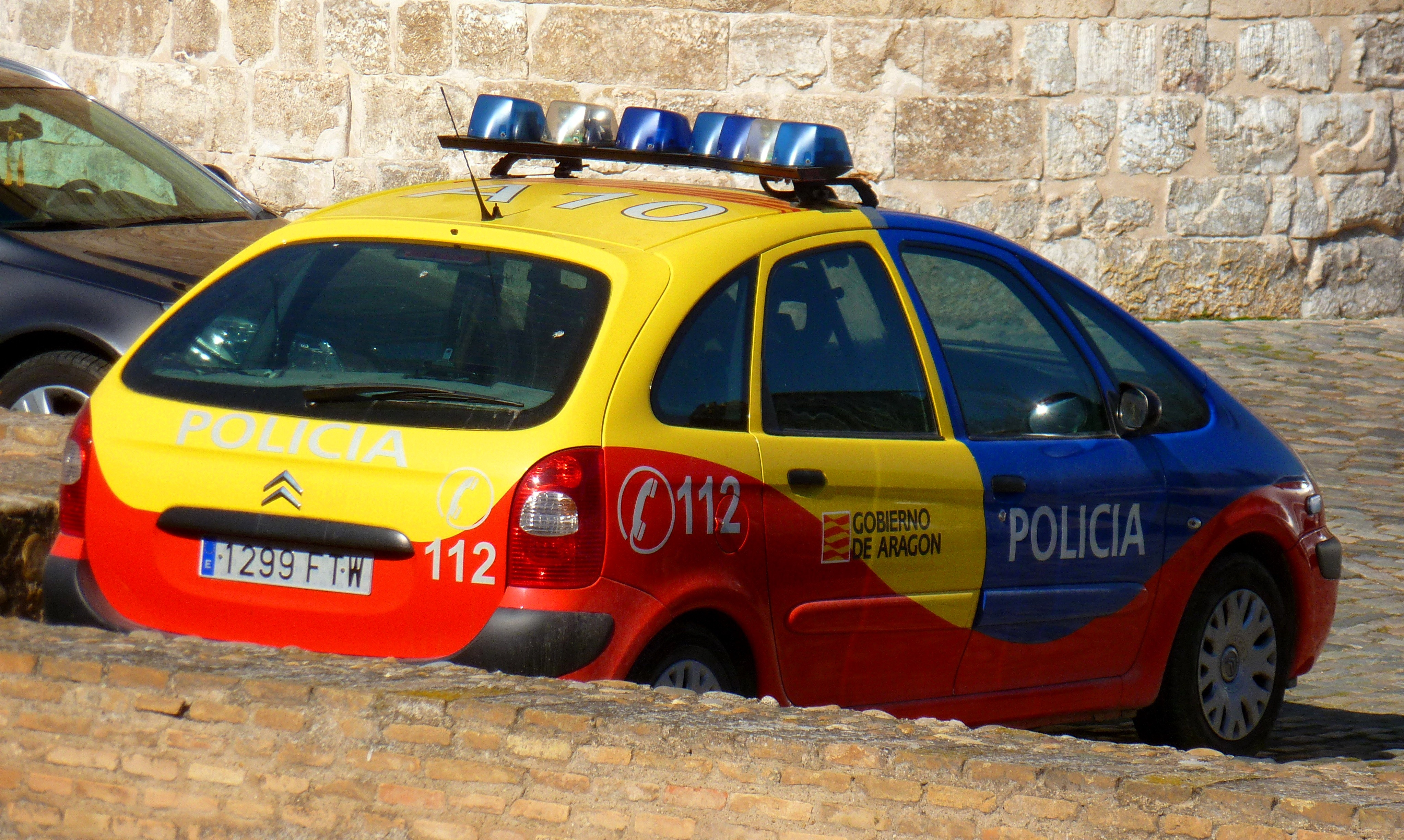
Citroën Xsara Picasso de la Unidad del Cuerpo Nacional de Policía adscrita a la Comunidad Autónoma de Aragón.

Sus misiones son la custodia de edificios pertenecientes a la Comunidad Autónoma, la escolta de personalidades, la coordinación y control de las funciones de seguridad asignadas a las empresas de seguridad privada y la inspección y control del juego.
Los uniformes de la unidad adscrita son idénticos al resto de policías del cuerpo nacional, aunque llevan insignias distintivas de Aragón: un emblema con el logotipo institucional de la Diputación General de Aragón en el brazo derecho y el escudo en la gorra. Los diez vehículos que poseen también son de diferentes colores a los del cuerpo nacional.